# Historia de Transnistria

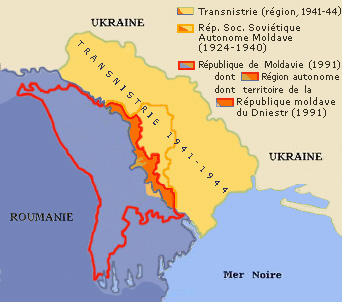
Historia del área geográfica de Transnistria.

La historia de Transnistria se remonta al tiempo en que las primeras tribus tracias y escitas habitaron la región, desde entonces la región ha pasado por el dominio de diferentes imperios y estados.

## Antes de 1792
En la Alta Edad Media, la región estaba poblada por las tribus eslavas de los úliches y tíveros, y a veces por nómadas túrquicos como los pechenegos y los cumanos. Fue parte del Rus de Kiev en varias ocasiones y parte integrante del Gran Ducado de Lituania en el siglo XV. El área pasó a estar bajo el control del Imperio otomano en 1504 y casi tres siglos después, en 1792, fue cedida al Imperio ruso. En ese tiempo, la población estaba compuesta mayoritariamente por moldavos-rumanos y eslavos, existiendo además una población nómada tártara.
El final del siglo XVIII marcó la colonización rusa y ucraniana de la región, con la intención de defender lo que en aquel entonces era la frontera suroccidental del Imperio ruso.

## Como parte del Imperio ruso
En enero de 1792, la parte sur de Transnistria fue cedida por el Imperio otomano al Imperio ruso, mientras que la parte norte (más allá del río Iagorlîc) fue anexada en 1793 en la Segunda Partición de Polonia. En ese momento, la población era escasa y el Imperio ruso alentó grandes migraciones a la región, incluidas personas de etnia ucraniana, rumana, polaca, rusa y alemana.
Rusia comenzó a intentar atraer a los colonos rumanos (principalmente de Moldavia, pero también de Transilvania, Bucovina y Muntenia) para que se asentaran en su territorio en 1775, después de ganar el territorio en gran parte deshabitado entre el Dniéper y el Bug. Pero la colonización iba a ser a mayor escala después de 1792, incluso más allá de Transnistria, cuando el gobierno ruso declaró que la región de estepas se mantenía sin población. De esta forma se creó  el nuevo principado llamado "Nueva Moldavia" ubicado entre el Dniéster y el Bug del Sur, bajo soberanía rusa.

## 1917-1924
Durante la Primera Guerra Mundial, los representantes de los hablantes de rumano más allá del Dniéster (que sumaban 173.982 en el censo de 1897) participaron en el movimiento nacional de Besarabia en 1917-1918, pidiendo la incorporación de su territorio en la Gran Rumanía. Sin embargo, Rumanía ignoró su solicitud, ya que habría requerido una intervención militar a gran escala.
Al final de la Primera Guerra Mundial en 1918, el Directorio de Ucrania proclamó la soberanía de la República Popular de Ucrania sobre la orilla izquierda del Dniéster. Después de la guerra civil rusa en 1922, se creó la RSS de Ucrania.

## Época soviética
República autónoma socialista soviética de Moldavia

## Tras la caída del bloque comunista

### Crisis del 2014
En el verano de 2004, estalló una crisis por la cuestión de las escuelas de idioma rumano en Transnistria. Este incidente condujo a una ruptura en las negociaciones y represalias económicas por ambas partes. El problema se resolvió mediante un compromiso: el gobierno de la República de Moldavia de Pridnestrovian otorgó autonomía a las escuelas y las escuelas formalizaron su registro en el Ministerio de Educación de la República de Moldavia de Pridnestrovian.

### Conversaciones patrocinadas por Ucrania
En mayo de 2005, el gobierno ucraniano de Viktor Yushchenko propuso un plan de siete puntos mediante el cual la separación de Transnistria y Moldavia se resolvería mediante un acuerdo negociado y elecciones libres. Según el plan, Transnistria seguiría siendo una región autónoma de Moldavia. Estados Unidos, la UE y la propia Transnistria expresaron cierto grado de acuerdo con el proyecto.
En julio, Ucrania abrió cinco nuevos puestos aduaneros en la frontera entre Transnistria-Ucrania. Los puestos, atendidos por funcionarios moldavos y ucranianos, tienen como objetivo reducir la hasta ahora alta incidencia de contrabando entre el estado separatista y sus vecinos.

### Negociaciones "5+2"
A partir de 2005, se llevaron a cabo conversaciones multilaterales sobre el tema de Transnistria. El nombre "5+2" se refieren a Moldavia, Transnistria, Ucrania, la Organización para la Seguridad y la Cooperación en Europa y Rusia, además de la Unión Europea y los Estados Unidos como observadores externos.
Las conversaciones resultaron ser un fracaso. Se reiniciaron en febrero de 2011 en Viena. Tiraspol ha planteado como condición previa el restablecimiento de su capacidad para exportar bienes de Transnistria sin la supervisión de Moldavia. En la actualidad, Chisináu permite a las empresas de Transnistria exportar mercancías sujetas a trámites aduaneros en Chisináu, cobrando solo una tarifa simbólica por hacerlo. Este procedimiento se introdujo bajo la influencia de la UE, con el fin de garantizar la transparencia de las operaciones comerciales. Al mismo tiempo, Tiraspol ha declarado abiertamente que negociará con Moldavia solo para "normalizar" las relaciones bilaterales y no para reintegrar Transnistria con Moldavia. La táctica empleada por Tiraspol (y Rusia, que la apoya) es hacer una mera concesión formal (acuerdo para entablar negociaciones formales) a cambio de obtener una concesión real de Moldavia (otorgando a Transnistria el derecho a mantener relaciones económicas con el exterior).
En abril de 2011 Rusia acordó teóricamente crear una región autónoma de Transnistria dentro de la República de Moldavia, pero había muchos otros problemas por resolver en las conversaciones.

### Invasión rusa de Ucrania
Después de la anexión de Crimea por Rusia en marzo de 2014, el jefe del parlamento de Transnistria solicitó unirse a Rusia.
El 26 de abril de 2022 las autoridades de la región de Transnistria dijeron que dos antenas que transmitían programas de radio rusos en las instalaciones de Grigoriópol habían sido voladas y que la noche anterior las instalaciones del servicio de seguridad del estado de Transnistria habían sido atacadas. Los observadores temían provocaciones dirigidas para dar a Rusia una excusa para intervenir en Moldavia. El ejército ruso tiene una base militar y un gran depósito de municiones en la región, además de contar con unos 1500 soldados.